# British Airways
British Airways (LSE: BAY) è la compagnia aerea di bandiera del Regno Unito con sede a Hillingdon, il borgo più occidentale di Londra vicino al suo hub principale, l'aeroporto di Londra-Heathrow. È la più grande compagnia aerea britannica per flotta, voli e numero di destinazioni internazionali e la seconda per numero di passeggeri trasportati dopo easyJet.

## Storia
British Airways venne fondata nel 1971 dalla fusione delle due principali compagnie aeree britanniche del tempo, BOAC e British European Airways, più altre due piccole compagnie aeree regionali, Cambrian Airways e Northeast Airlines, rispettivamente basate a Cardiff ed a Newcastle upon Tyne. Il 31 marzo 1974 le quattro compagnie furono unite in British Airways, che iniziò le operazioni il giorno successivo. Dopo tredici anni di proprietà completamente statale, parte della compagnia fu privatizzata. British Airways iniziò ad espandersi nel 1987 con l'acquisto di British Caledonian, e nel 1992 con l'acquisto di Dan-Air, compagnia basata all'aeroporto di Londra-Gatwick.
Nell'agosto del 1998 British Airways ordinò i suoi primi velivoli prodotti da Airbus, 59 A320 family. Nel 2007 firmò per 12 Airbus A380-800 e 24 Boeing 787 Dreamliner iniziando così il processo di rinnovo della flotta a lungo raggio che all’epoca era focalizzata sui Boeing 747-400; con 55 esemplari in servizio, British Airways era il più grande operatore mondiale del modello.
British Airways è uno dei membri fondatori dell'alleanza globale Oneworld insieme ad American Airlines, Cathay Pacific, Qantas e l'ormai fallita Canadian Airlines. L'alleanza è attualmente la più piccola delle tre esistenti, dopo Star Alliance e SkyTeam. Il gruppo proprietario di British Airways, l'International Airlines Group, è quotato alla London Stock Exchange e al FTSE 100 Index.
Il 12 novembre 2009 la compagnia dimostrò interesse nel fondersi con la spagnola Iberia. Il 14 luglio 2010 la commissione europea e l'antitrust approvarono la fusione, permettendo anche una cooperazione con American Airlines per i voli transatlantici con gli Stati Uniti. L'unione fra le compagnie venne completata il 21 gennaio 2011 con la creazione dell'International Airlines Group (IAG). Nel 2012 British Airways, tramite IAG, acquistò British Midland International e annunciò la creazione di una compagnia sussidiaria basata all'aeroporto di Londra-City che operava l'Airbus A318 in configurazione esclusivamente in classe business.
British Airways fu la compagnia aerea ufficiale dei Giochi della XXX Olimpiade svoltisi a Londra nell'estate del 2012: il 18 maggio dello stesso anno portò la fiamma olimpica dall'aeroporto Internazionale di Atene sino a Helston, in Cornovaglia; nel volo erano presenti anche Sebastian Coe, la principessa reale Anna, il ministro per le Olimpiadi britannico Hugh Robertson, il sindaco di Londra Boris Johnson e il calciatore David Beckham.

## Destinazioni

### Accordi commerciali
Ad aprile 2025 British Airways ha accordi di codeshare con le seguenti compagnie:
- Aer Lingus
- AirBaltic
- Airlink
- Alaska Airlines
- American Airlines
- Bangkok Airways
- Cathay Pacific
- China Eastern
- China Southern
- Finnair
- Iberia
- IndiGo
- Japan Airlines
- jetBlue
- Kenya Airways
- LATAM Airlines Brasil
- LATAM Airlines Chile
- Loganair
- Malaysia Airlines
- Qantas
- Qatar Airways
- Royal Jordanian
- TAAG Angola Airlines
- Vueling

### Alleanze
Il 1º febbraio 1999 British Airways è entrata a far parte di Oneworld

## Flotta

### Flotta attuale

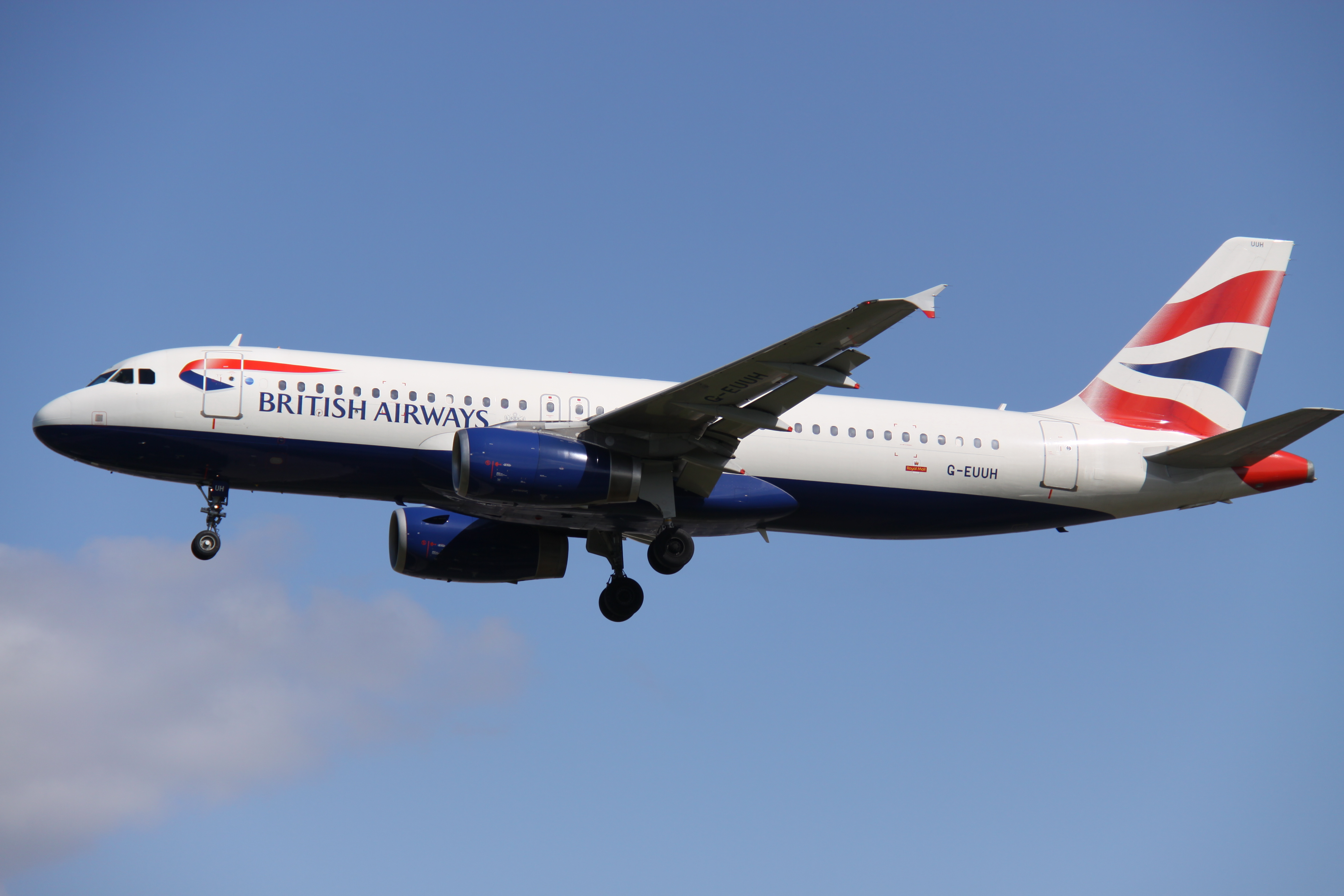
Un Airbus A320-200.

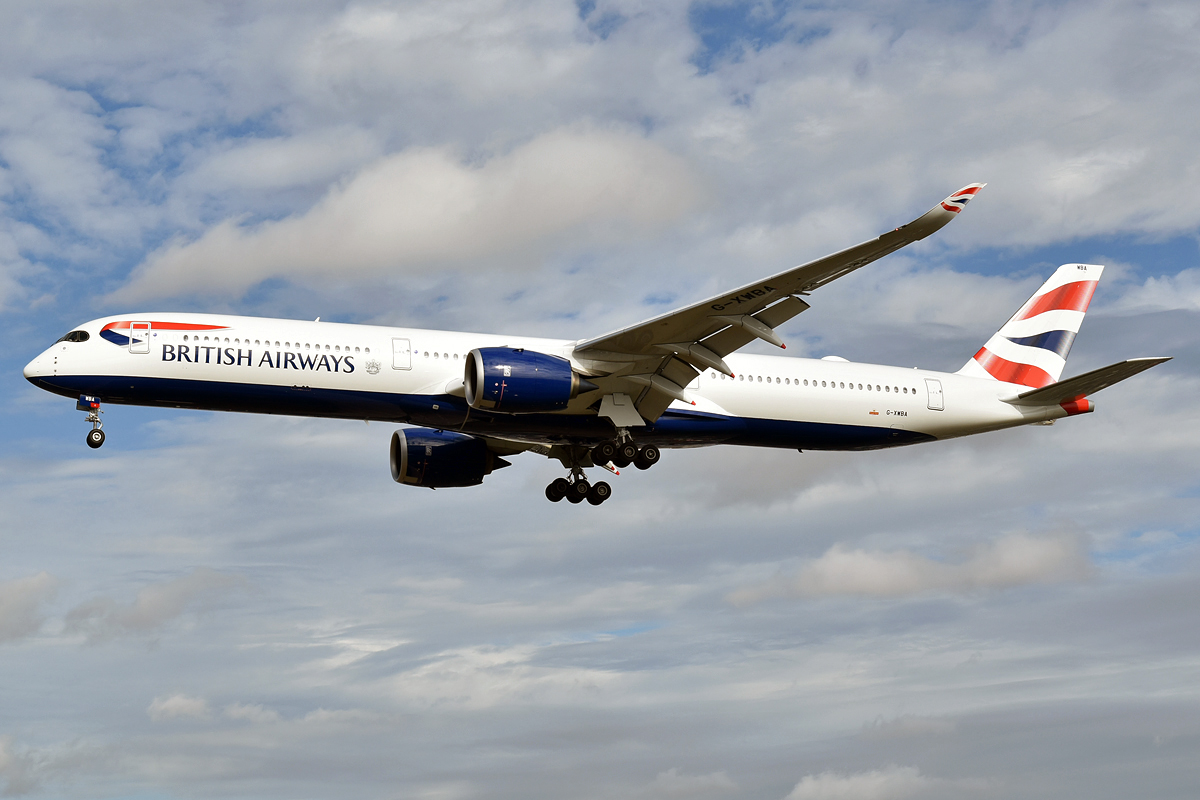
Un Airbus A350-1000.

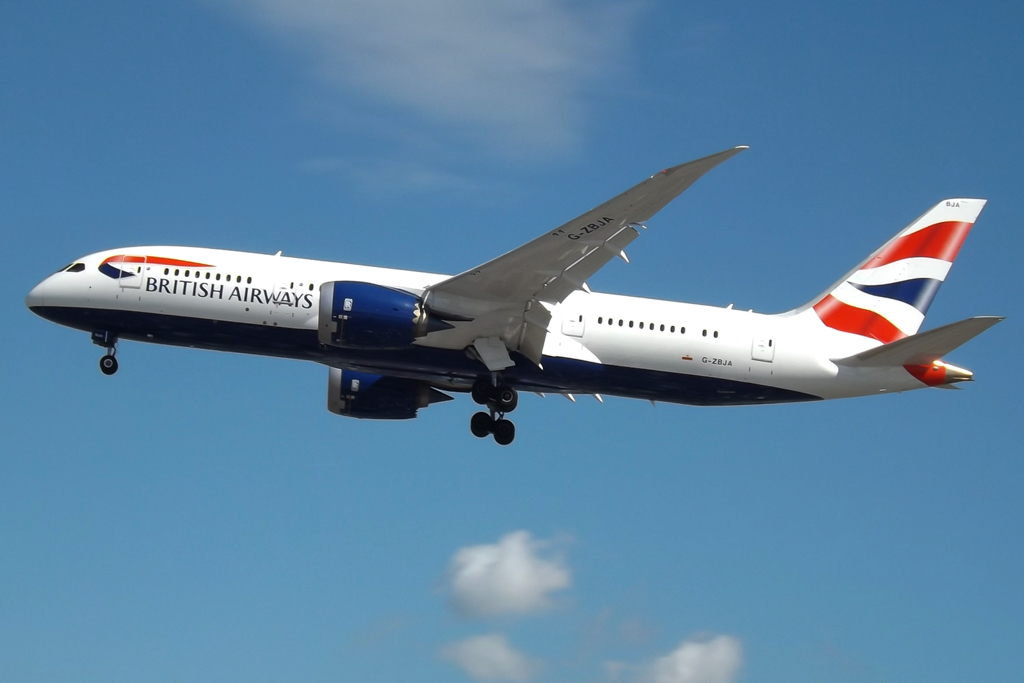
Un Boeing 787-8.

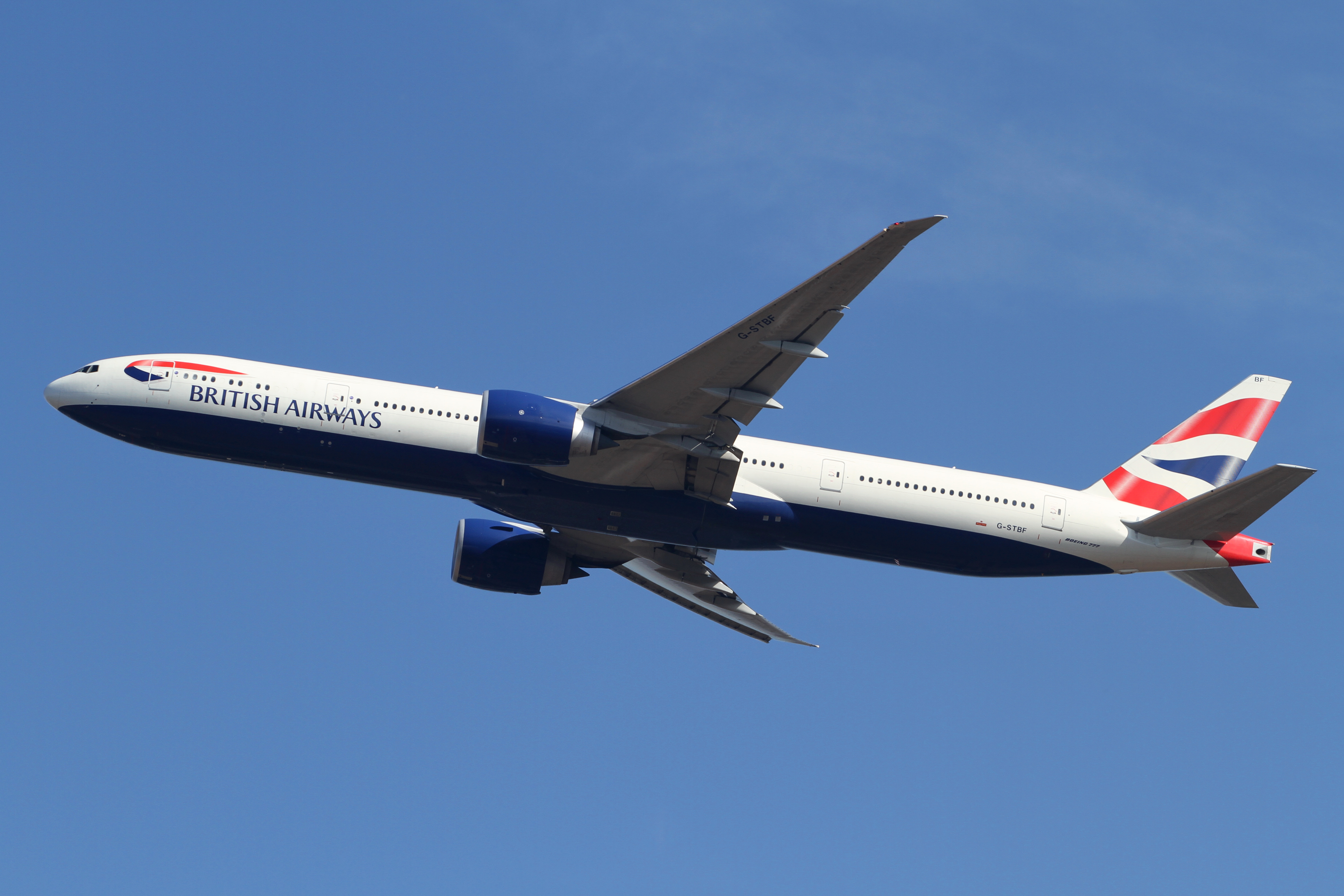
Un Boeing 777-300ER.

Ad aprile 2025 la flotta di British Airways è così composta:

### Flotta storica

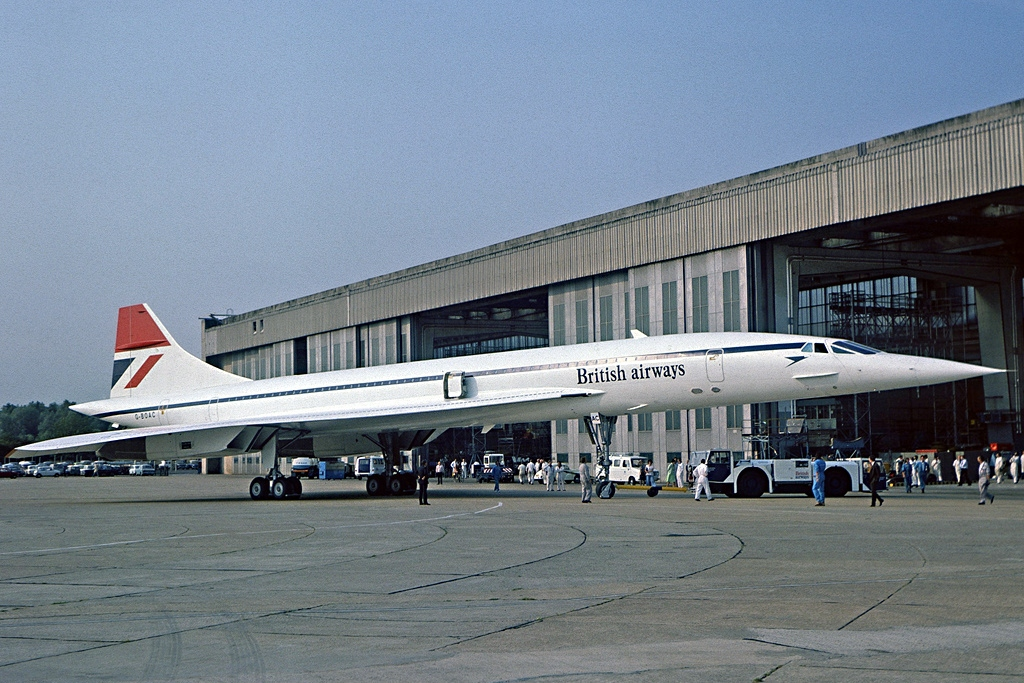
Un Concorde in livrea "Negus".

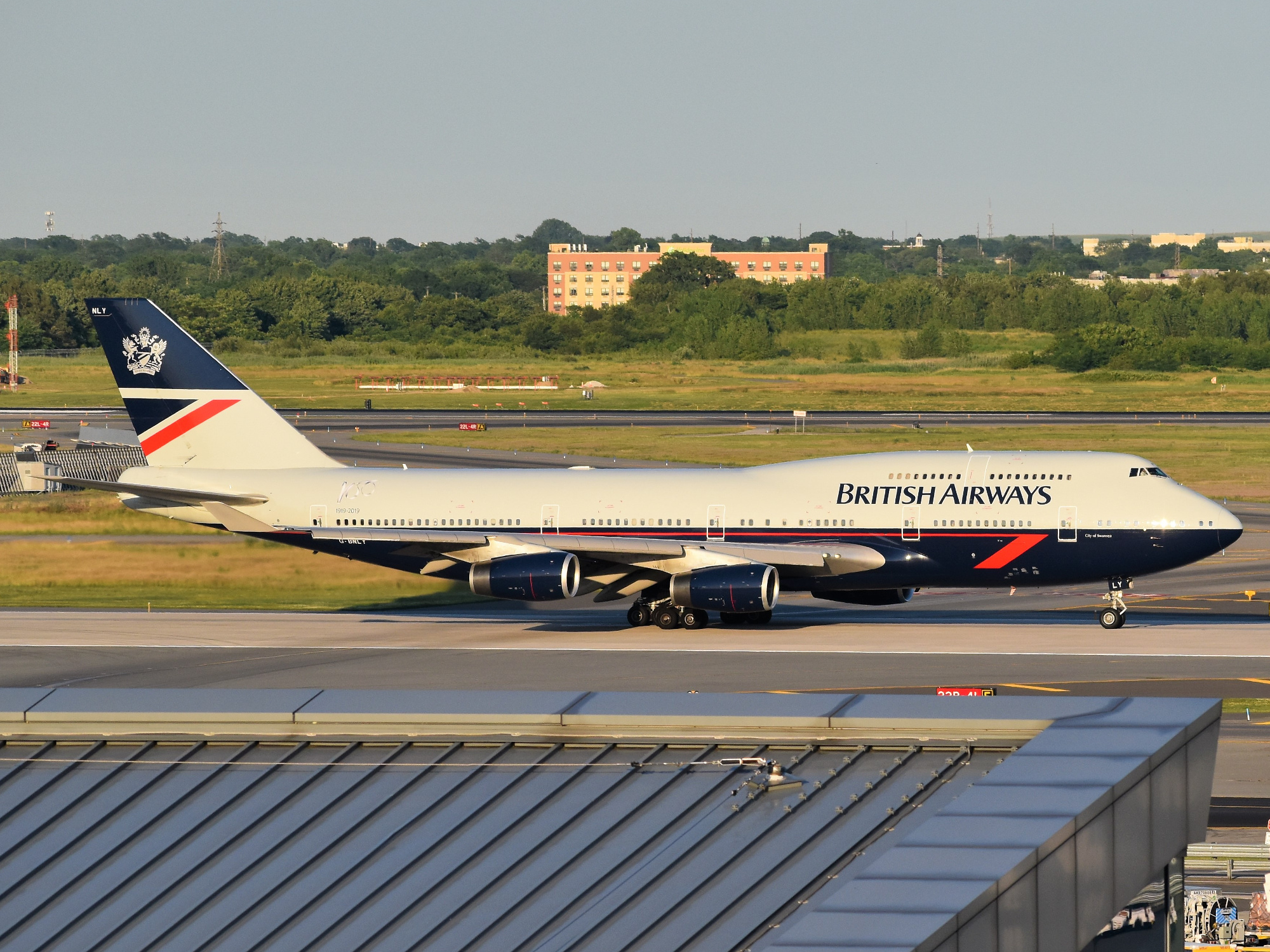
Un Boeing 747-400 in livrea "Landor".

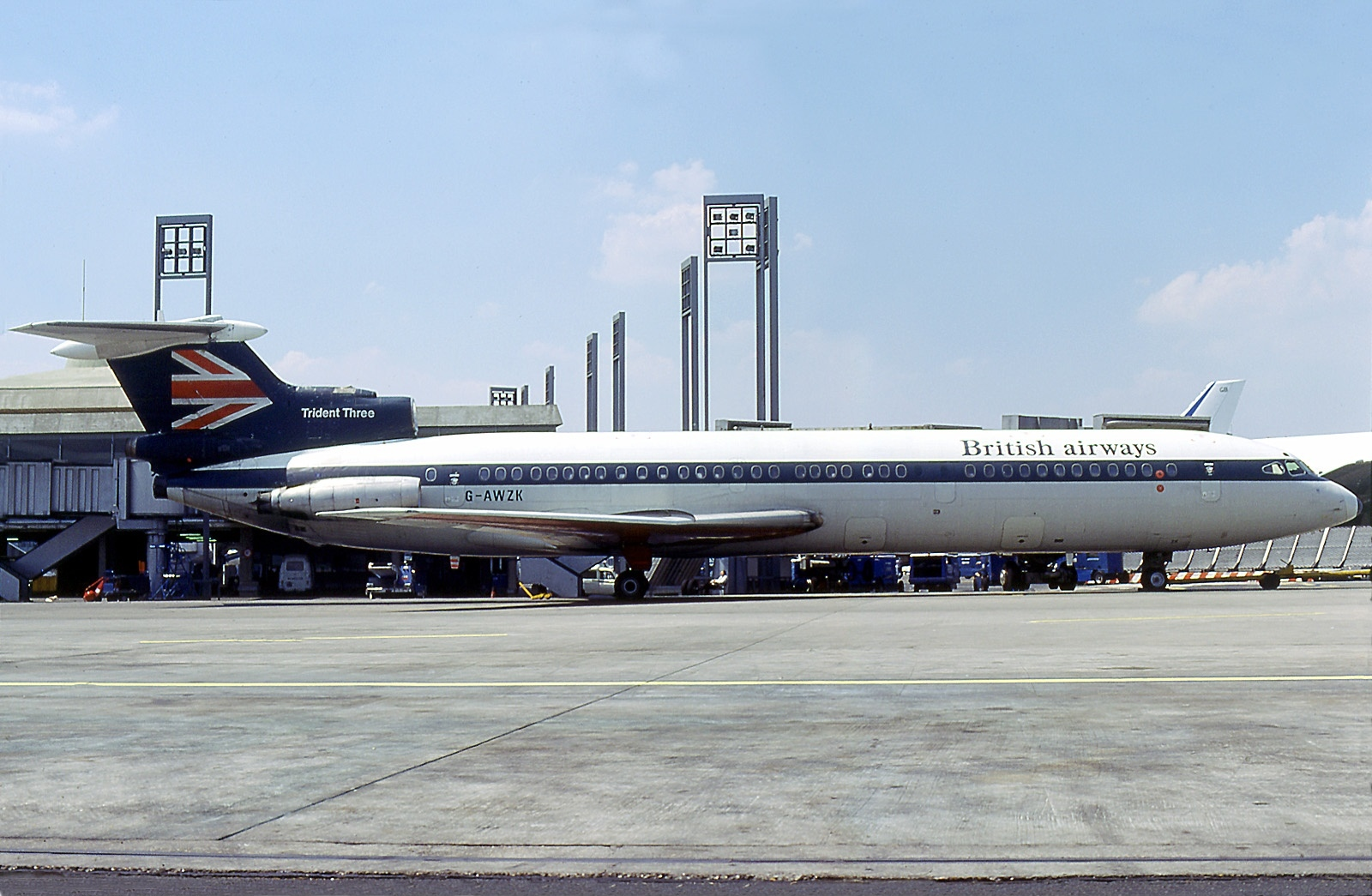
Un Hawker Siddeley Trident.

British Airways operava in precedenza con i seguenti aeromobili:

## Incidenti

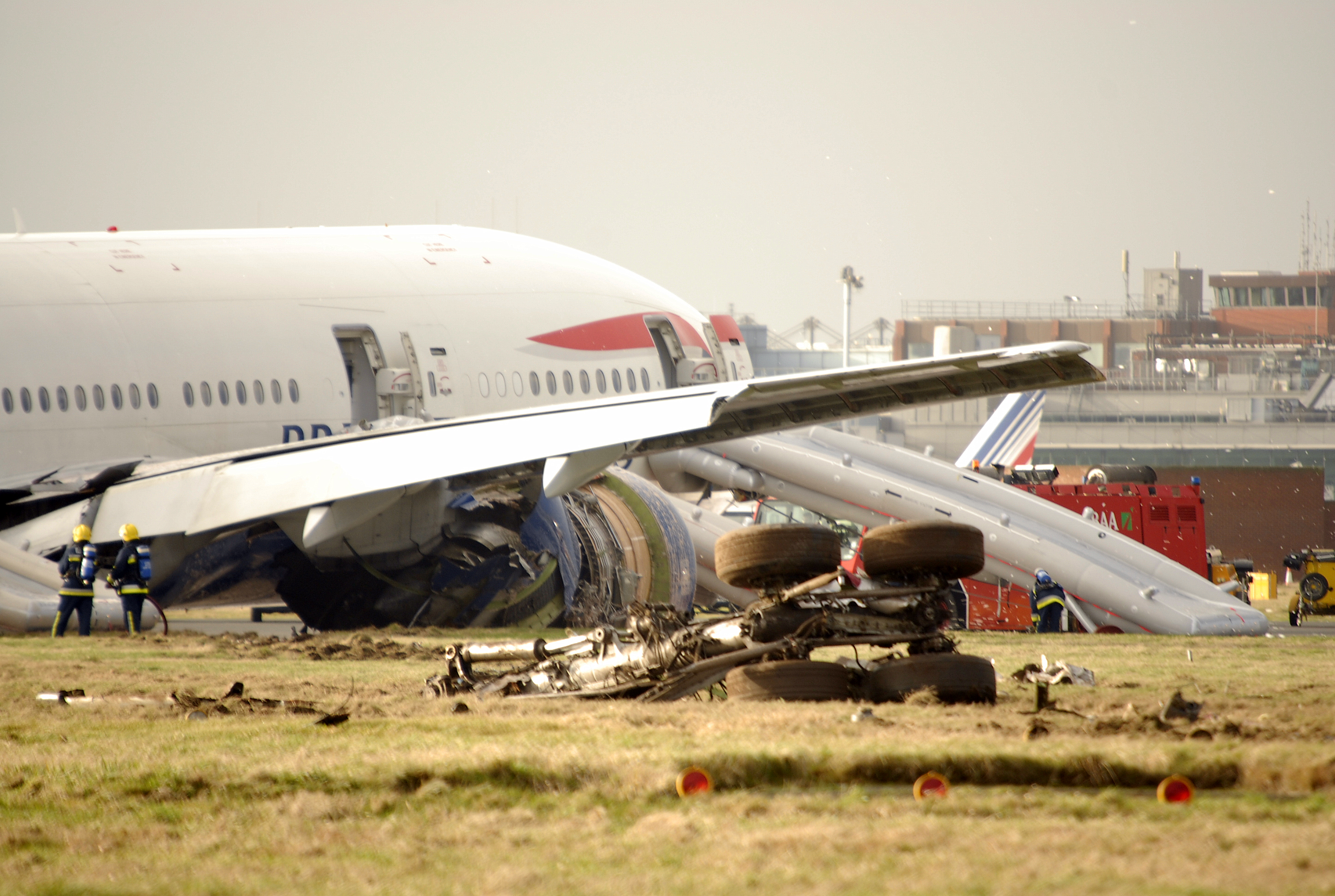
L'incidente del volo 38 del 2008.

- Nella collisione aerea di Zagabria del 1976, avvenuta il 10 settembre, un Hawker Siddeley Trident 3D della British Airways, e un Douglas DC-9 della Inex Adria Aviopromet, operante il volo Inex-Adria Aviopromet 550, entrarono in collisione mentre volavano nei cieli jugoslavi di Zagabria, causando la morte di 176 persone. L'incidente fu causato da un cattivo coordinamento fra i controllori del traffico aereo jugoslavi, dovuto anche all'alto traffico (su Zagabria passavano molte aerovie, utilizzate per evitare i Paesi del blocco comunista), alla carenza di personale e alle attrezzature ormai obsolete.[4][5]
- Il 24 giugno 1982, il volo British Airways 9, operato da un Boeing 747-200, attraversò una nube di cenere vulcanica sollevata dall'eruzione del monte Galunggung, che causò lo spegnimento di tutti e quattro i motori. Una volta usciti dalla nube, l'equipaggio riuscì a riaccendere i motori e compì un atterraggio di emergenza a Giacarta, senza vittime o feriti tra i 263 a bordo.[6]
- Il 10 giugno 1990, in cabina di pilotaggio del volo British Airways 5390, operato da un BAC One-Eleven, una parte del parabrezza si staccò a causa dell'errata installazione. Il comandante venne spinto per metà all'esterno dalla depressione risultante, rimanendo però premuto dall'aria contro il muso dell'aereo. Il co-pilota riuscì a compiere un atterraggio di emergenza a Southampton senza che ci fossero vittime.[7]
- Il 29 dicembre 2000, il volo British Airways 2069, operato da un Boeing 747-400, fu preso d'assalto da un uomo che tentò di dirottare l'aereo. Il 747 entrò in stallo durante la lotta. Il comandante e il suo equipaggio furono in grado di bloccare l'aggressore mentre il primo ufficiale riprese il controllo dell'aereo, portando la situazione sotto controllo.[8]
- Il 17 gennaio 2008, il volo British Airways 38, operato da un Boeing 777-200ER, è precipitato a poca distanza dalla pista dell'aeroporto di destinazione, quello di Heathrow. Non ci sono state vittime tra le persone a bordo dei 152 occupanti ne sono rimasti feriti 47, di cui uno in modo grave.[9]
- L'8 settembre 2015, il volo British Airways 2276, operato da un Boeing 777-200ER, subì un guasto incontrollato con successivo incendio al motore sinistro, un GE90, all'aeroporto internazionale di Las Vegas- McCarran. Il decollo fu interrotto e i passeggeri e l'equipaggio furono evacuati; in 20 rimasero feriti. L'aeromobile, che subì un danno moderato alla sezione anteriore della fusoliera a causa dell'incendio, rientrò in servizio nel marzo del 2016.[10]